# Javols
Javols este o comună în departamentul Lozère din sudul Franței. În 2009 avea o populație de 325 de locuitori.

## Evoluția populației
| An        | 1975 | 1982 | 1990 | 1999 | 2006 | 2009 |
| --------- | ---- | ---- | ---- | ---- | ---- | ---- |
| Populație | 431  | 289  | 240  | 276  | 317  | 325  |